# Mapero

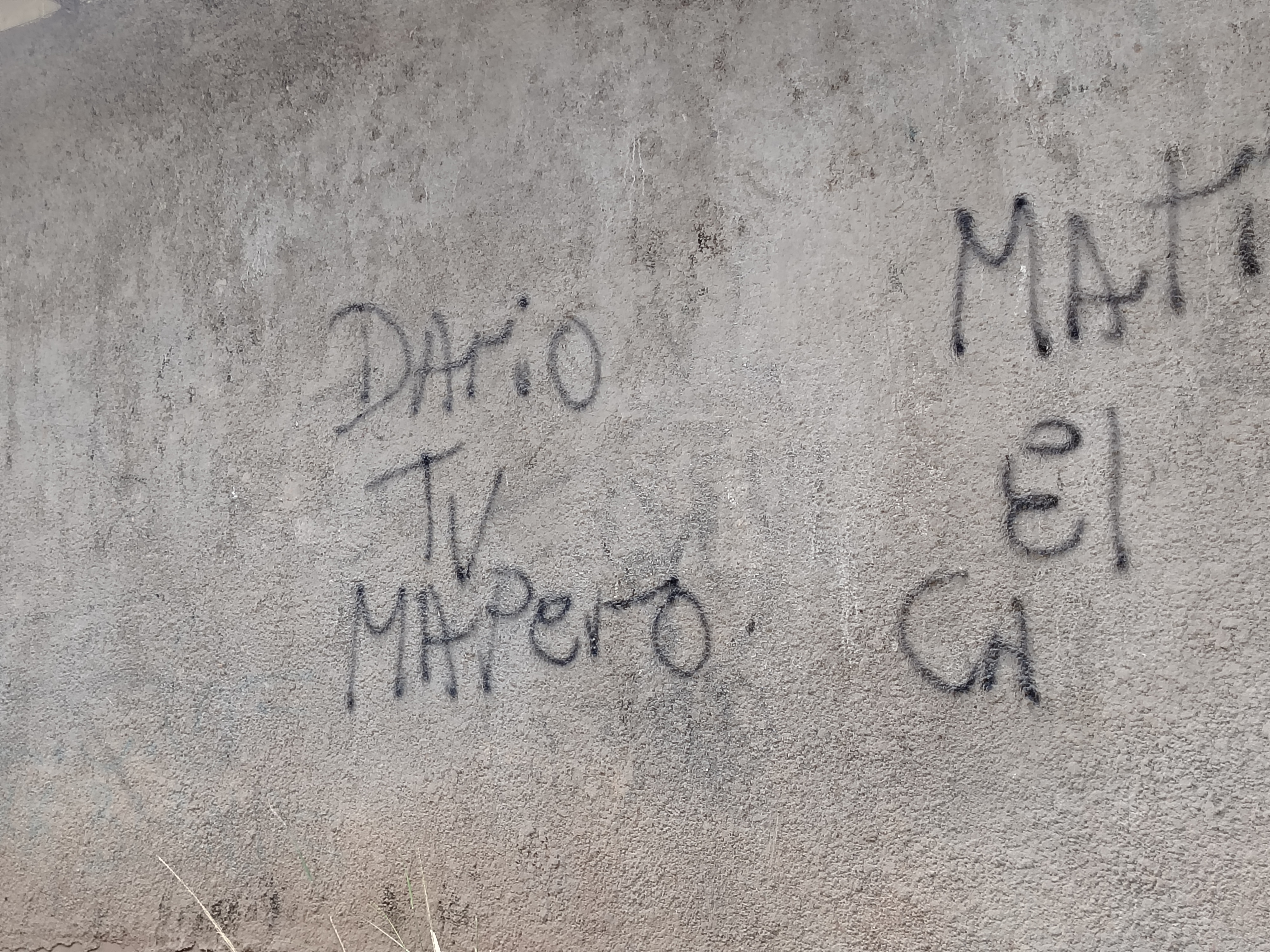
Grafiti de un autodenominado mapero en Iquitos.

Mapero es un término del argot LGBT peruano, originario de las comunidades indígenas amazónicas, que varones cisgénero y parte de los HSH utilizan para autodenominarse. El término se refiere a hombres cisgénero «activos» que mantienen relaciones sexo-afectivas con gays, travestis y mujeres trans.Los maperos en la sociocultura amazónica popular siguen siendo considerados heterosexuales,  y se espera que con el tiempo se casen y tengan hijos.
Su contrapartida es chivo, un hombre homosexual que es abiertamente afeminado y en su mayoría son las principales parejas o amantes de los maperos.

## Contexto

### Histórico

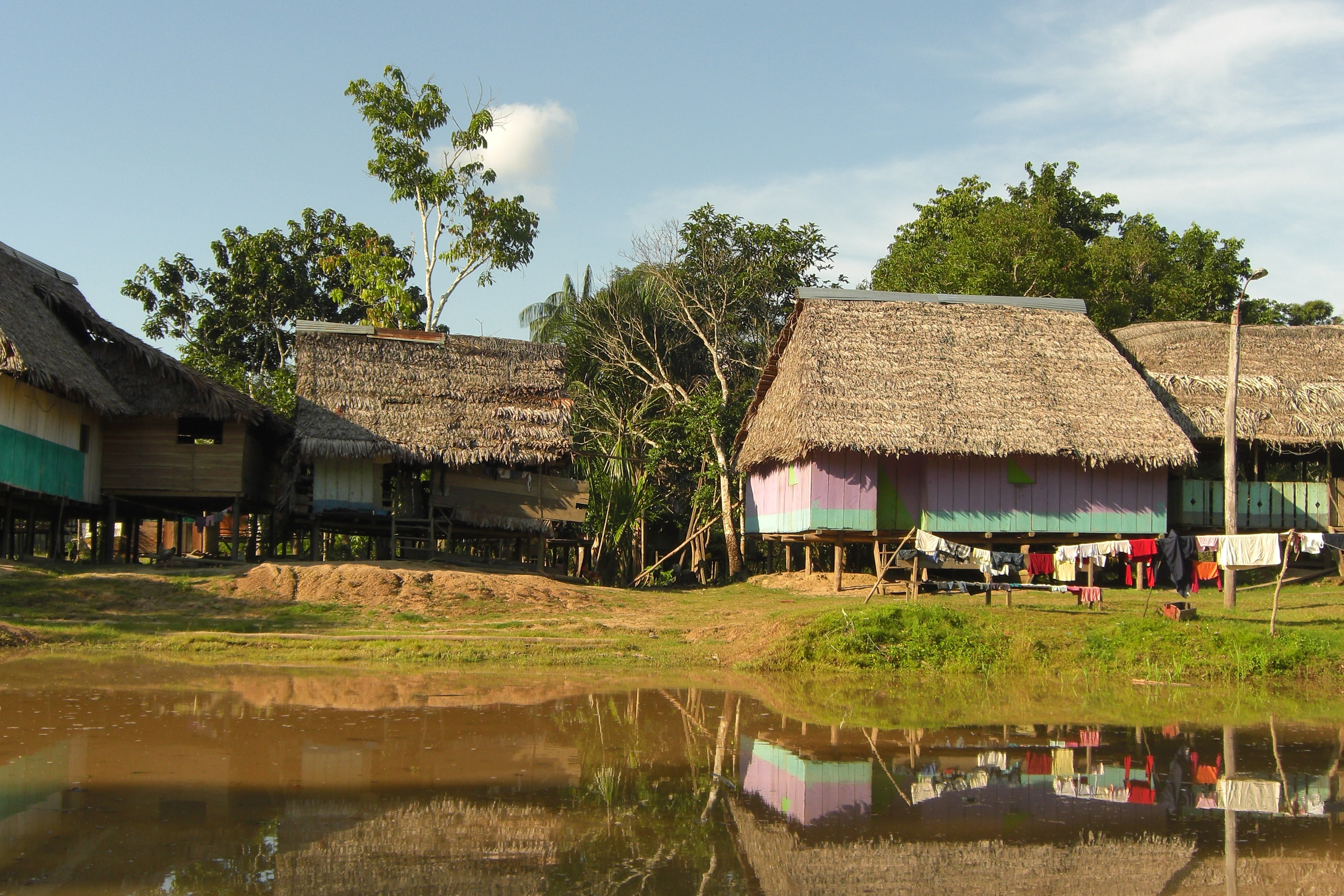
Los maperos, según la NCBI, se originaron en las comunidades amazónicas del departamento de Loreto como forma de definir a los varones jóvenes que tenían sexo con otros varones.

Algunas comunidades indígenas de la amazonia peruana permitían que los niños tengan relaciones sexuales con hombres jóvenes o mayores, este modo de perdida de la virginidad era parte del ritual que los indígenas realizaban para dar por iniciado la transición de niño a hombre, el hombre que tenía sexo con el niño pertenecía a una comunidad nativa ajena a la del niño y se consideraba gay; los mismos niños que experimentaban su debut sexual con un hombre gay no se consideraban a sí mismos como gays. Los círculos de jóvenes que experimentaban la transición eran denominados como maperos o maperetes.
El Centro Nacional para la Información Biotecnológica de Estados Unidos (NCBI, por sus siglas en inglés) recoge un testimonio de un joven indígena y su visión de la identidad sexual:

Por supuesto que no son [sobre ellos, los maperos] gays; son machos a los que les gusta tener sexo tanto con mujeres como con gays. Además, no nos gusta tener sexo con gays, nos gusta tener sexo con hombres heterosexuales.

El mismo NCBI relata que el nivel de aceptación de la homosexualidad y de la relación de iniciación sexual entre niño y hombre difiere por lugares geográficos y comunidades nativas, siendo las comunidades cercanas a la frontera con Ecuador las que poco o nada aceptan la existencia de maperos.
En las comunidades amazónicas aún se manteniente la dicotomía entre pasivos y activos de los hombres homosexuales, además de ver a la palabra «gay» como más relacionada con la feminidad. En años más recientes el pasivo/activo fue cambiado por «moderno» u «hombre moderno» en donde se provoca una síntesis entre la figura de masculinidad viril asociado más a los hombres heterosexuales y un homoerotismo que se aleja de la imagen del gay afeminado:

A esto se le entiende como vivir en la “modernidad” y de ahí el nombre. Si bien la categoría ‘modernx’ está usualmente asociada a un rol sexual tanto activo como pasivo, en el caso de Loreto encontramos que esta palabra explica más que el rol sexual y deviene en una forma de nombrarse y reconocerse en comunidad.

### Social

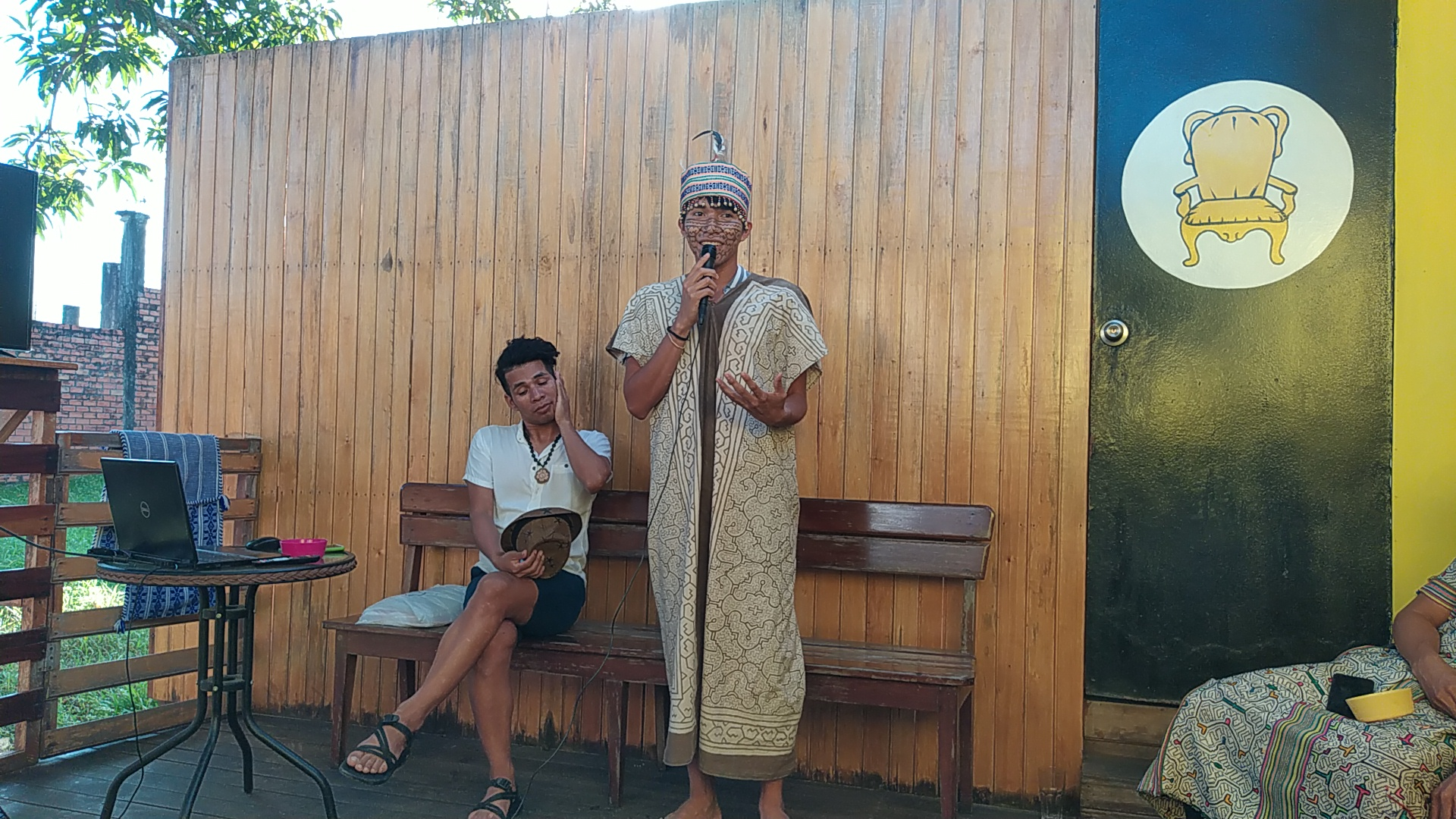
Personas queers de la etnia shipibo-konibo en Pucallpa, la persona más moderna muestra vestimenta más occidentalizada.

El mapero no se reconoce como gay, ya que asocia esa palabra al rol de pasivo, tiende a relacionarse con una interpretación propia de lo que es «moderno», y aunque sus principales parejas sexo-afectivas son gays, travestis y mujeres trans, el maperismo cataloga como femenino a todas esas identidades de género.
En la cultura mapera se aprecia más el concepto de fidelidad que de pureza sexual. Los hombres que se consideran maperos deben mantener una doble identidad en su vida muchas veces, tanto con una mujer biológica heterosexual en matrimonio o relación oficial y sus amantes homosexuales, los maperos también ocupan un alto grado de jerarquía entre las personas no heterosexuales, principalmente por sus cuerpos esbeltos.
Algunos sectores LGBT critican la existencia del concepto del mapero, para ellos, la relación entre mapero y travesti es discriminatoria:

Una práctica común entre travestis es “pechar” al hombre o ‘marido’ mapero. Esta práctica implica que ellas trabajen y utilicen sus recursos para brindarle obsequios y/o dinero con la idea de mantener al hombre cerca y ‘fiel’ a ellas.

Una derivación de mapero es mapacho, palabra que se utilizó como título en una película que narra la relación entre un mototaxista y una peluquera transgénero.
La contraparte de un mapero, es el chivo, un hombre no heterosexual que es abiertamente afeminado, estos últimos por su decisión de no ocultar sus gustos suelen ser objeto de violencia homofóbica.

## Maperos famosos
El periodista y activista LGBT Beto Ortiz se reconoce así mismo como mapero.

## Cuestiones de salud
La singularidad de los maperos de no reconocerse a sí mismos como parte de la comunidad LGBT hace que muchos de ellos no acudan a campañas de prevención como las de VIH/SIDA, lo que les convierte en un grupo muy vulnerable frente a las ETS.